# أولاد علم
قرية أولاد علم هي إحدى القرى التابعة لمركز المنزلة في محافظة الدقهلية في جمهورية مصر العربية. حسب إحصاءات سنة 2006، بلغ إجمالي السكان في أولاد علم 1390 نسمة، منهم 665 رجل و725 امرأة.